# Morasverdes
Morasverdes es un municipio y localidad española de la provincia de Salamanca, en la comunidad autónoma de Castilla y León. Se integra dentro de la comarca de Ciudad Rodrigo y la subcomarca del Campo de Yeltes, que forma parte de la inmensa llanura del Campo Charro.
Su término municipal está formado por un solo núcleo de población, ocupa una superficie total de 51,88 km² y según los datos demográficos recogidos en el padrón municipal elaborado por el INE en el año 2017, cuenta con una población de 269 habitantes.

## Geografía

### Ubicación
El municipio se encuentra situado en la comarca Salmantina de Campo de Yeltes, a unos 78 km al suroeste de la ciudad de Salamanca, capital provincial.
| Noroeste: Dios le Guarde        | Norte: Aldehuela de Yeltes | Noreste: Aldehuela de Yeltes |
| Oeste: Tenebrón                 |                            | Este: Aldehuela de Yeltes    |
| Suroeste: Serradilla del Arroyo | Sur: Serradilla del Arroyo | Sureste: El Maíllo           |

## Historia

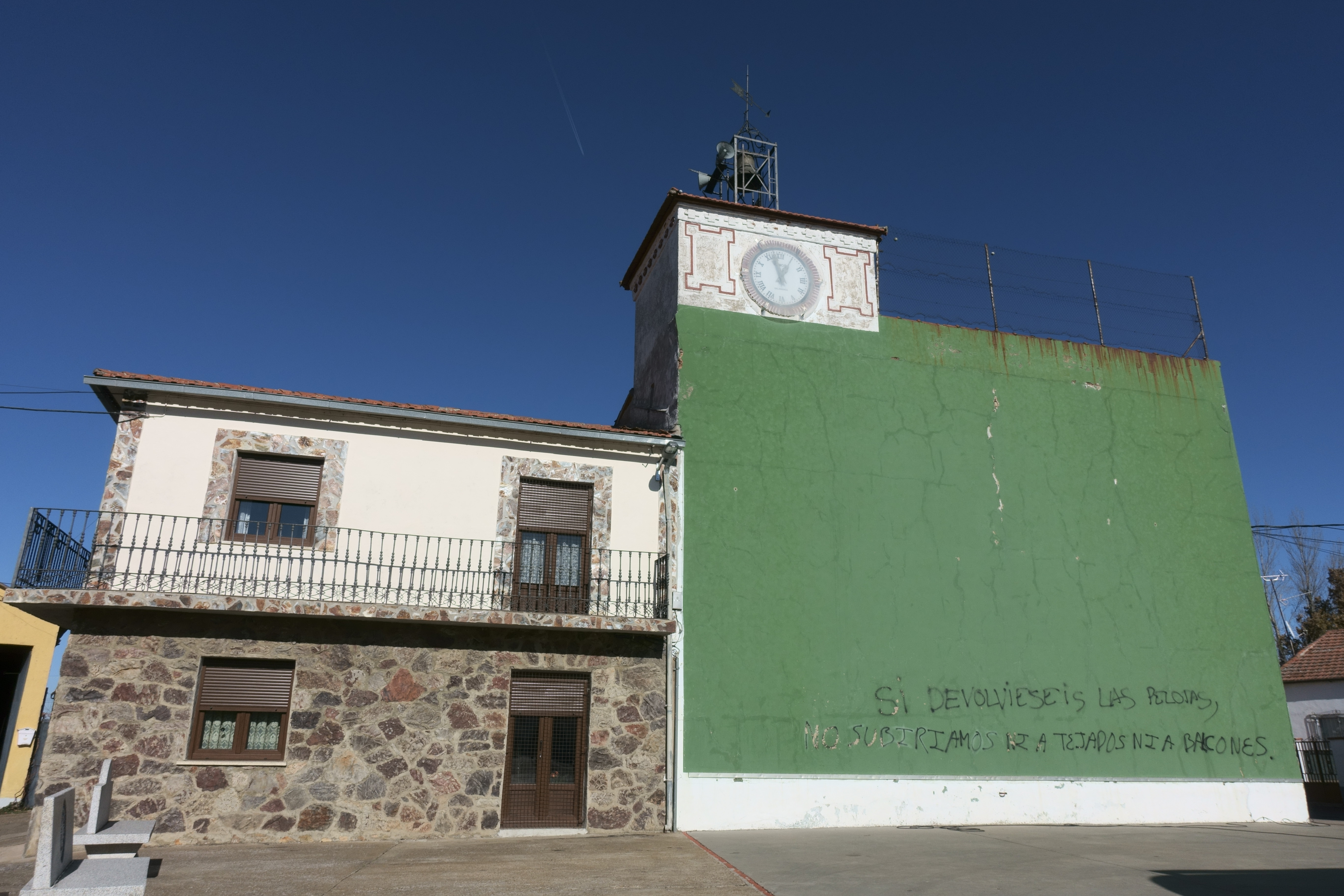
Frontón y reloj de la casa consistorial

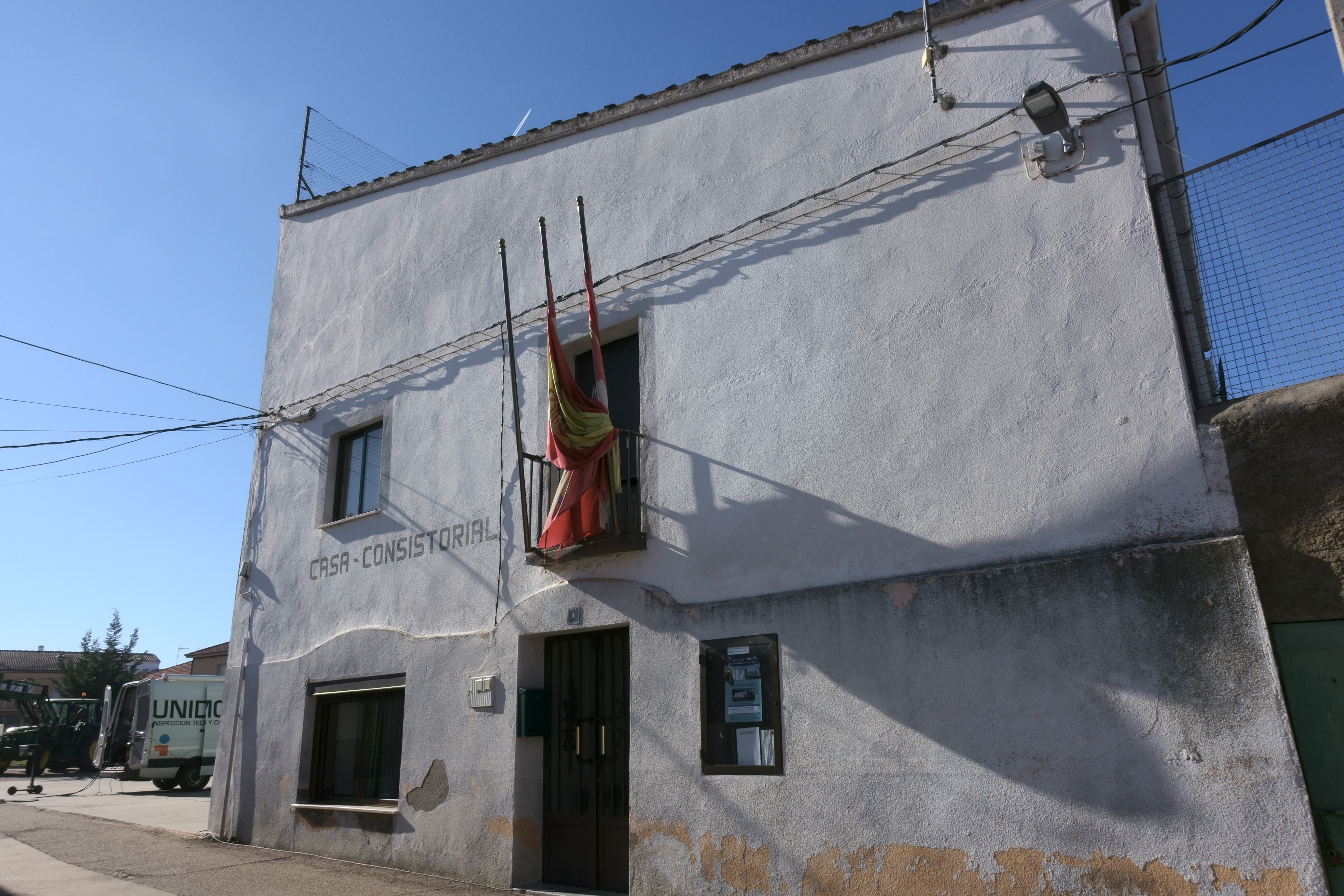
Casa consistorial

La historia de Morasverdes y su evolución institucional, está íntimamente unida a la de Ciudad Rodrigo. El origen de Morasverdes podemos establecerlo en torno a los numerosos molinos harineros que se establecieron a lo largo del río del mismo nombre, y de sus numerosas desviaciones.

### SigloXII
Los orígenes de Morasverdes se remontan a la repoblación efectuada por los reyes de León en la Edad Media, quedando encuadrado en la diócesis de Ciudad Rodrigo tras la creación de la misma por parte del rey Fernando II de León en el siglo XII, tomando desde la Edad Media el actual nombre.
En el año 1100, el rey Alfonso VI de León ordena la reconstrucción de Ciudad Rodrigo, pero fue Fernando II de León quien lo consiguió con la repoblación de toda la zona. Estos pobladores, venidos de tierras de León, Zamora, Galicia, Ávila o Segovia, irán gradualmente influyendo en las costumbres de las gentes del lugar. El concejo Civitatense extiende sus dominios sobre el territorio circundante y toda la zona pasará a depender de la ciudad. Los núcleos medievales próximos son tierras farinatas, tierras unidas a la ciudad, ligadas a ella, con la que forman una misma realidad geográfica, económica y jurídica.

### SigloXV
En el año 1475, la merced de las tercias de La Puebla, El Maíllo y Morasverdes fue concedida, por error, a Luis de Miranda. Esto se subsanó en 1476 a petición de Juan Carabeo, alcaide del Alcázar de Ciudad Rodrigo.

### SigloXVI
En el siglo XVI aparecen los primeros censos generales de población de los territorios que integraban la Corona de Castilla y León, detallándose los vecinos (es decir, hogares habitados) de las diferentes localidades de las provincias y territorios de la Corona, elaborándose los censos de 1534 y 1591, en los cuales aparecen tres referencias del número de vecinos pecheros (es decir, vecinos que debían de pagar impuestos). La primera de ellas respecto a Morasverdes se recoge en el apéndice V:
| "Vecindario de las ciudades, villas y lugares de la provincia de Salamanca en el año de 1534, hecho de orden del emperador Carlos V por Luis Vazquez contador del sueldo, y Luis Franco escribano real, comisionados al efecto, quiénes firmaron la diligencia a 18 de septiembre de dicho año." [...] Tierra de Ciudad Rodrigo --- Campo de Yeltes [...] - Moras verdes .............................................67 vecinos. [página 101] |

Las dos referencias siguientes aparecen en el siguiente apéndice:
| Obispado de Ciudad Rodrigo Relación de las pilas y vecinos de Ciudad Rodrígo y toda su Diócesis, en cumplimiento de los que S. M. mandó á D. Bernardo, Obispo de la dicha Ciudad, por carta de Francisco González de Heredia, su Secretario de veinte y siete de Diciembre de ochenta y seis [1586], y siete de Enero de ochenta y siete [1587]. Campo de Yeltes - Las Moras Verdes......................................40 vecinos - El Maille y Moras verdes de arriba...........130 vecinos. [página 232] |

### SigloXVII
Recibió el nombre de "lugar de Morasverdes", hasta que en torno al año 1662 se hizo villa y pasó a llamarse "Salvatierra de Francia", siendo parte del señorío perteneciente a Don Vicente María de Borja Moreto Salvatierra, Vizconde de Huerta, vecino de la Villa y Corte de Madrid.
En el siglo XVII la línea demográfica experimenta altibajos constantes, las epidemias y la guerra de Restauración portuguesa suponen consecuencias negativas para la población de toda la zona. La salida de Ciudad Rodrigo de un número importante de moriscos en 1610 supuso un gran número de cambios de asentamiento de este grupo, ya que eligieron núcleos rurales pequeños y aislados, donde pudieron encontrar un trato personal más favorable y un aprecio por su trabajo, sobre todo en sus actividades de hortelanos y como artesanos textiles, sobre todo del lino.  El año 1670, fin de la guerra, puede considerarse un punto final de un periodo de crisis en la agricultura, industria y comercio. En el siglo XVII Ciudad Rodrigo y su tierra sufrieron las secuelas de la guerra de Restauración entre España y Portugal.

### SigloXVIII
En el Catastro del marqués de la Ensenada (1750-1753) se recogen las respuestas generales al Interrogatorio que han de satisfacer, bajo juramento, las justicias, y demás personas, que harán comparecer los intendentes en cada pueblo. A continuación se muestran las dos primeras respuestas generales de la villa de Salvatierra de Franzia a fecha de 3 de marzo de 1752:
| 1ª.- A la primera respondieron que este pueblo se llama Salvatierra de Franzia, que antes y Como de Noventa años ha esta tenía el nombre del Lugar de mora Berde hasta que se hizo villa. 2ª.- A la segunda respondieron que esta villa es de señorío que perteneze a Don Bizente María de Borja Moreto y Salbatierra vezino de la villa y Corte de Madrid... |

Datos que se ratifican en el libro España dividida en provincias e intendencias y subdividida en partidos, corregimientos, alcaldías mayores, gobiernos políticos y militares... / obra formada por las relaciones originales de los respectivos intendentes del reyno, a quienes se pidieron de orden de S.M. por el Conde de Floridablanca; tomo I.
| RELACION QUE EXPLICA LOS DUEÑOS de las Jurisdiciones enagenadas de la Corona. En el corregimiento de Ciudad-Rodrigo - Campo de Yeltes - V. Salvatierra de Francia. Don Vicente María de Borja. |

El clásico incremento demográfico tradicionalmente ligado al siglo XVIII, aquí presentó una alternativa visible y toda la zona sufrió vaivenes poblacionales.

### SigloXIX
Lo más destacable del siglo XIX fue la guerra de la Independencia, puesto que la resistencia ofrecida por Ciudad Rodrigo, supuso un gran quebranto a las localidades de su entorno, ya que las tropas francesas requisaron cosechas, ganados y objetos de valor llevando al campesinado a una situación verdaderamente trágica. Otro de los acontecimientos más relevantes de este siglo, fue la desamortización local que, como en todos los sitios, resultó un proceso largo y complicado. En aquella época el crecimiento de la población de nuestra zona y de todas, resultaba muy superior al de su producción y parecía una posible solución el reparto de aquellas tierras de aprovechamiento común, denominadas baldíos. El proceso de desamortización de "Las Tierras de Francia" se hizo de forma especial, ya que pasaron a propiedad particular "en foro", es decir bajo unas condiciones muy peculiares para los nuevos propietarios. Las consecuencias de este proceso fueron directa o indirectamente una población creciente, un aumento en la producción de cereales y el desarrollo de una ganadería caprina.
Con la creación de las actuales provincias en 1833, Morasverdes quedó encuadrado en la provincia de Salamanca, dentro de la Región Leonesa. En 1845 se publica el Diccionario Madoz, en el que se recoge la descripción de Morasverdes, señalando su composición por cien casas, su buen clima o las instituciones propias del municipio, para el que se recogía una doble denominación: "Moras Verdes" o "Salvatierra de Francia". Por otro lado, en el año 1876 se creó el sello de la Alcaldía y del Juzgado municipal de Morasverdes.

## Geografía humana

### Demografía
Cuenta con una población de 229 habitantes (INE 2024).
| Gráfica de evolución demográfica de Morasverdes entre 1842 y 2021                                                     |
| |
| Población de derecho según los censos de población del INE. Población de hecho según los censos de población del INE. |

Según el Instituto Nacional de Estadística, Morasverdes tenía, a 31 de diciembre de 2018, una población total de 263 habitantes, de los cuales 143 eran hombres y 120 mujeres. Respecto al año 2000, el censo refleja 447 habitantes, de los cuales 227 eran hombres y 220 mujeres. Por lo tanto, la pérdida de población en el municipio para el periodo 2000-2018 ha sido de 184 habitantes, un 41% de descenso.

### Comunicaciones
La carretera autonómica SA-220 cruza Morasverdes de este a oeste. Desde esta carretera parten varias carreteras comarcales que comunican Morasverdes con Dios le Guarde, Aldehuela de Yeltes, además, el municipio cuenta con caminos agrícolas asfaltados que lo comunican con Puebla de Yeltes y Guadapero.
| SA-220 | Vía autonómica | Comunica Morasverdes con Ciudad Rodrigo, la sierra de Francia y Béjar. | DSA-330 | Carretera provincial | Comunica Morasverdes con Aldehuela de Yeltes, la N 620 y la A 62, en La Fuente de San Esteban. | DSA-344 | Carretera provincial | Comunica Morasverdes con Dios le Guarde, Alba de Yeltes y Bocacara por la DSA 213 con la N. 620 y la A 62 y con Sancti Spiritus por la DSA 341, con la N 620 y la A 62. |

## Administración y política
| Partido político                         | 2019  | 2019  | 2019       | 2015  | 2015  | 2015       | 2011  | 2011  | 2011       | 2007  | 2007  | 2007       | 2003  | 2003  | 2003       |
| Partido político                         | %     | Votos | Concejales | %     | Votos | Concejales | %     | Votos | Concejales | %     | Votos | Concejales | %     | Votos | Concejales |
| Partido Socialista Obrero Español (PSOE) | 56,28 | 130   | 4          | 81,30 | 187   | 6          | 52,59 | 132   | 4          | 51,99 | 144   | 4          | 51,47 | 158   | 4          |
| Partido Popular (PP)                     | 43,29 | 100   | 3          | 16,09 | 37    | 1          | 45,82 | 115   | 3          | 20,22 | 56    | 1          | 47,56 | 146   | 3          |
| Unión del Pueblo Salmantino (UPSa)       | —     | —     | —          | —     | —     | —          | —     | —     | —          | 26,71 | 74    | 2          | —     | —     | —          |

## Patrimonio

### Iglesia de San Bartolomé

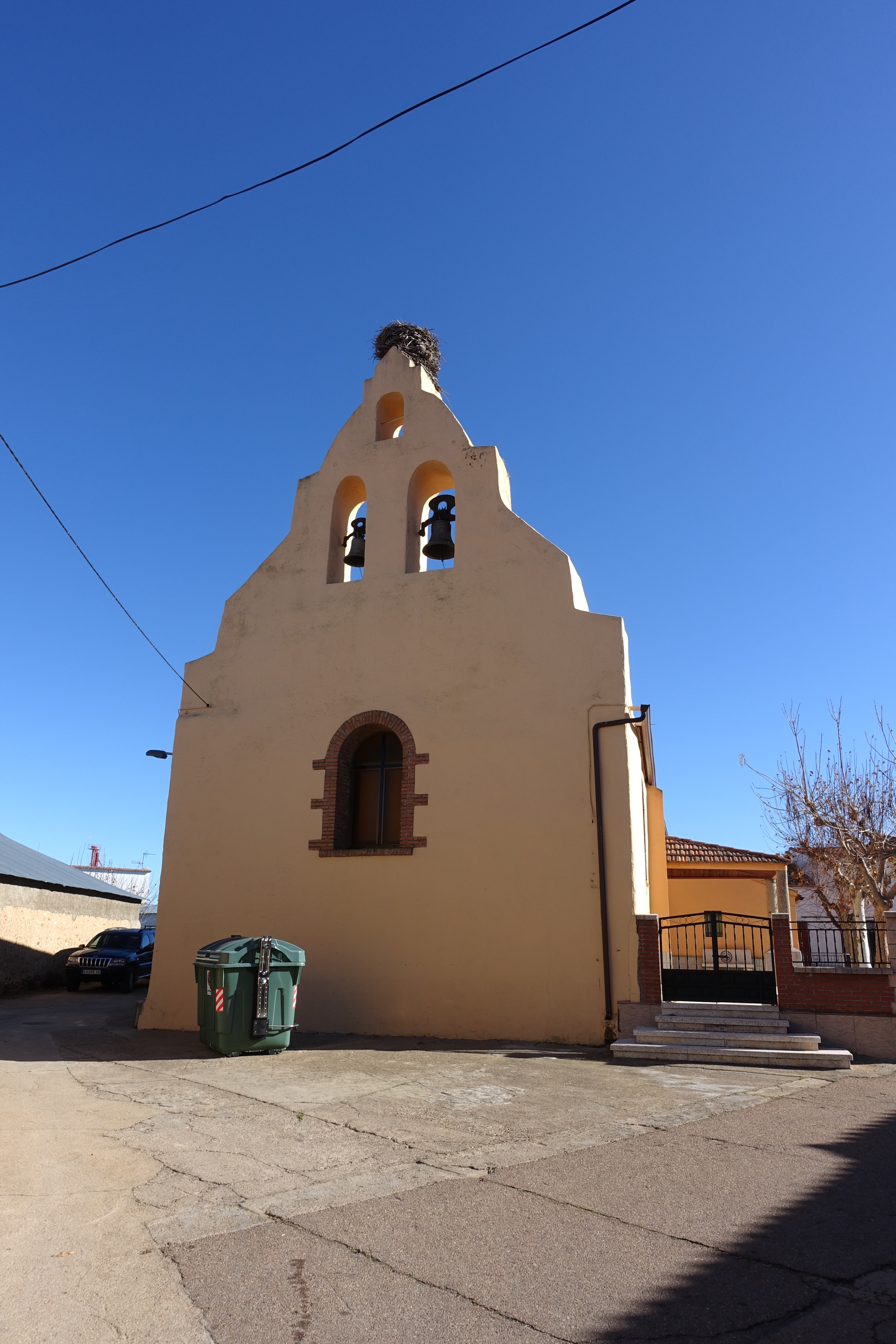
Frontal de la iglesia de San Bartolomé

No podemos fechar exactamente el origen de esta iglesia, ya que ha sufrido numerosas reformas y no existen datos que lo confirmen. Los datos más antiguos datan de 1747, entonces llamada iglesia de Nuestra Señora de la Asunción. Aparece por primera vez como iglesia de San Bartolomé en 1878.
Tiene planta longitudinal de una sola nave cubierta con par hilera. El presbiterio, siendo de la misma anchura que la nave, es de planta cuadrada y tiene mayor altura; su cubierta en este caso es a cuatro aguas. Éste, tiene un cuerpo de menor altura adosado a él dividido en dos habitáculos, uno hace las veces de sacristía y el otro era el antiguo baptisterio. El grueso muro orientado al Oeste, a los pies de la iglesia, se prolonga en una espadaña. 
Recientemente se construyó un tejadillo apoyado en dos columnas, formando un pequeño pórtico a la entrada que rompe la visión completa del arco de la puerta. Los muros, no podemos precisar si son de tapial o de adobe, ya que están revocados de cemento; están reforzados por contrafuertes y las esquinas están rematadas con grandes y regulares sillares de granito. Todos los huecos, excepto los de la sacristía, son de gran tamaño, formando arcos de fábrica de ladrillo caravista, (este remate de los huecos existente tanto en la puerta como en los ventanales, procede de una reciente remodelación). La cobertura es de teja cerámica plana.

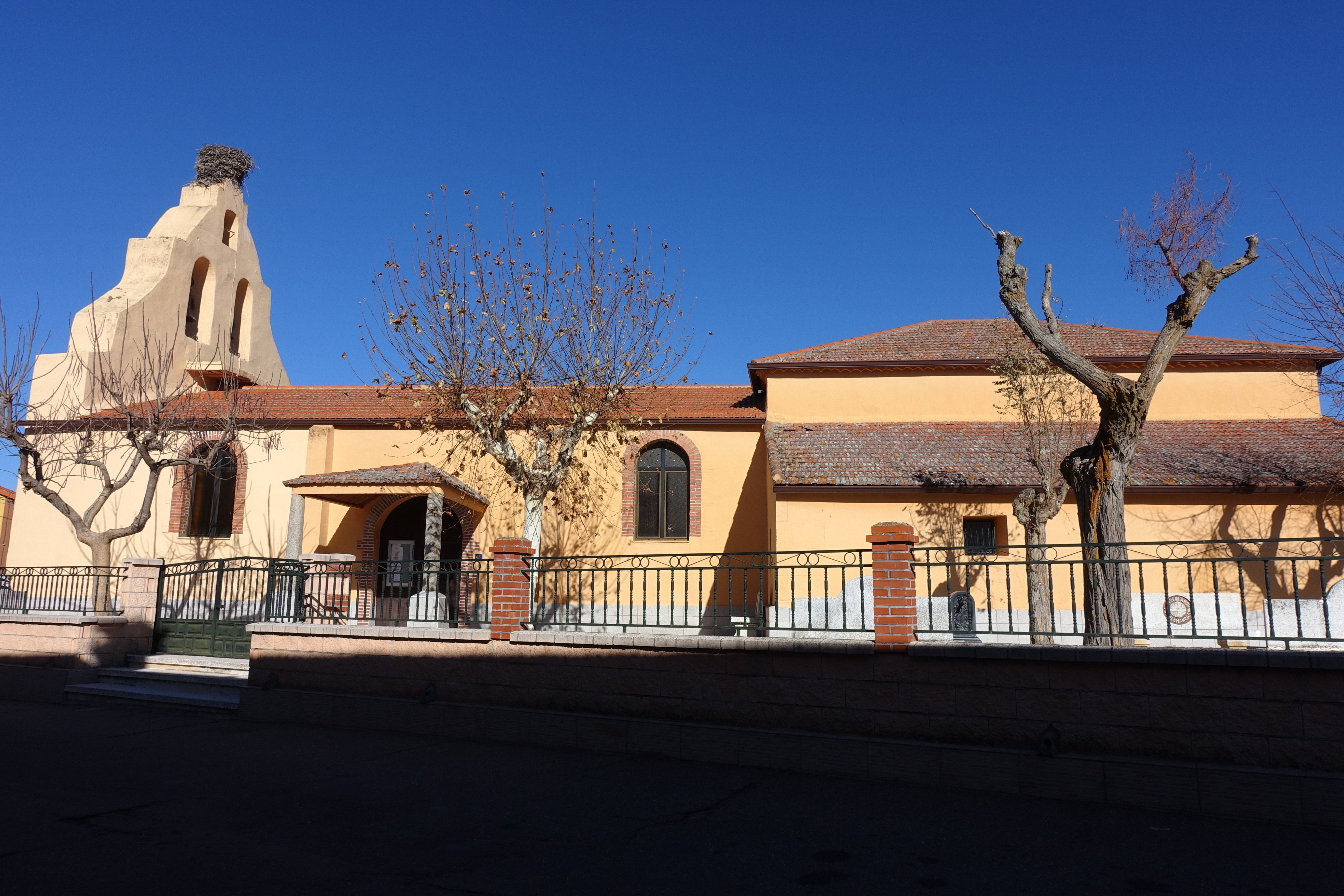
Lateral de la iglesia de San Bartolomé

- Artesonado de madera. Con inscripción: 1896.
- Retablo barroco de finales. siglo XVIII. Es de madera tallada y policromada, formado por un alto banco que soporta el cuerpo del retablo, que se estructura en tres calles por medio de dos columnas de capitel compuesto y fuste decorado con máscaras y elementos vegetales. La calle central acoge una hornacina lobulada, con decoración vegetal y cabezas de angelitos alados en la rosca. Anteriormente, en el centro del retablo estaba la imagen de San Bartolomé, titular de la parroquia, y a los lados San José y San Sebastián. Actualmente en el centro figura el Cristo que estaba en la sacristía y a los lados las imágenes de la Inmaculada y San José.
- Crucifijo barroco.siglo XVIII. Es una imagen de madera tallada y policromada, que representa a un Cristo de brazos caídos y cabeza inclinada a la derecha. Rostro alargado, cabellera cayéndole sobre los hombros, la boca entreabierta, la corona de una pieza. Presenta carnaciones mata y señales del padecimiento.
- San Antonio Abad Siglo XIX. Imagen de bulto redondo, madera tallada y policromada. Viste hábito claro y capa negra; en la mano derecha lleva el báculo abacial y en la izquierda un libro.
- Cruz parroquial renacentista del siglo XVI. Es de plata, con cañón liso, macolla hexagonal con hornacinas aveneradas que acogen los bustos de Santiago, San Juan, San Andrés, San Pablo, San Pedro y San Bartolomé. La Cruz es de brazos rectos con expansiones; el cuadro central presenta en el anverso un Cristo crucificado y en el reverso una Virgen con Niño. Toda está recorrida por una crestería y en el interior de los brancos se decora con elementos vegetales, presentando también un programa iconográfico, en el anverso: el pelícano, San Juan, la Virgen y la Magdalena; y en el reverso los cuatro evangelistas.
- Cáliz, 1823-1855. Autor García Bernardo, Escuela Salmantina. Cáliz de plata, de pie circular, con alto zócalo y moldurado, decorado profundamente con roleos y elementos vegetales que a su vez acogen símbolos eucarísticos: el Cordero Místico y el pelícano. El depósito es acampanado con la subcopa decorada con elementos de la Pasión.
- Copón barroco. siglo XVIII. De plata en su color. El pie posiblemente fuese sustituido por el actual en época más reciente.
- Incensario y naveta. Siglo XVIII, Escuela Salmantina. De plata en su color, con pie circular y brasero decorado con roleos vegetales. El cuerpo de humo presenta decoración calada; remata en un cuerpo en forma de cúpula. Naveta de plata, de pie circular animado con incisiones, que posiblemente no sea el original. La nave de forma bastante sencilla decorada con elementos curvilíneos y dos tapas, una fija y otra unida por una bisagra.
- Pila bautismal, 1582. Inscripción en el pie. Es de granito con pie circular, animado con cuatro volutas a modo de frutas, intercaladas con pequeños arquillos de medio punto. El depósito es ovoidal, con una moldura en la parte superior, con decoración dentada. Anteriormente estaba colocada en el antiguo baptisterio; en la actualidad está colocada en la parte trasera de la iglesia.

### Molinos
Según el censo de Pascual Madoz de mediados del siglo XIX había 30 molinos harineros a las orillas del río Morasverdes o sus regueras.

### Puente
Sobre el río Morasverdes se construyó un puente de piedra arenisca, granito de grano fino y piedra. Tiene 80 metros de longitud y 5,5 metros de ancho.